# El Potrero, Zinapécuaro
El Potrero är en ort i Mexiko.   Den ligger i kommunen Zinapécuaro och delstaten Michoacán de Ocampo, i den södra delen av landet, 170 km väster om huvudstaden Mexico City. El Potrero ligger 2 489 meter över havet och antalet invånare är 243.
Terrängen runt El Potrero är kuperad. Runt El Potrero är det ganska tätbefolkat, med 93 invånare per kvadratkilometer. Närmaste större samhälle är Acámbaro, 14,0 km nordväst om El Potrero. I omgivningarna runt El Potrero växer huvudsakligen savannskog.